# CERN httpd
CERN httpd (mais tarde conhecido por W3C httpd) foi um Servidor Web (HTTP) daemon desenvolvido originalmente no CERN a partir de 1990 por Tim Berners-Lee e outros. Foi o primeiro software servidor web.
A versão 0.1 foi lançada em junho de 1991. O desenvolvimento do CERN HTTPd foi continuado pela W3C, sendo que a última versão é a 3.0A de 15 de julho de 1996.
O CERN HTTPd foi originalmente desenvolvido num NeXT executando NeXTSTEP, e foi portado para outros sistemas operacionais similares ao Unix e para o OpenVMS. Também poderia ser configurado para funcionar como um servidor de proxy.